# Чёрная пропаганда
Чёрная пропаганда — сообщение с ложно указанным источником. Прием, с помощью которого информация или материал пишется под авторством одного человека, в то время как её настоящим создателем является другой. Нередко представляет собой клевету, используется для очернения какой-либо персоны, убеждения в чём-то общества и создания неправильного представления о чём-либо. Часто используется СМИ и относится к «жёлтой прессе».
Главной чертой чёрной пропаганды является то, что человек, на которого она направлена, не замечает того, что он действует под чьим-то влиянием и не осознаёт того, что на него действуют со стороны. Чёрная пропаганда представляет собой информацию, которая выдаётся за исходящую из иного источника, чем на самом деле. Введена в обращение вместе с серой пропагандой во время Второй мировой войны для введения в заблуждения массы людей. Создавались пропагандистские мероприятия, которые должны были оказывать влияние на взгляды, эмоции, позиции и поведение вражеских, нейтральных или дружественных иностранных групп с целью поддержки национальной политики. Сегодня используется политиками для создания негативного образа своих конкурентов и сокрытия собственной деятельности.

### Виды пропаганды
Чёрная пропаганда отличается от белой и серой. Белая пропаганда — это самый обычный и часто применяемый вид пропаганды. Распространенная информация признается источником или официальным распространителем. В ней присутствуют ссылки на источник. Является открытой, использует проверенные данные и не маскирует свои цели. Серая пропаганда (распространение недостоверной информации) своей формулировкой и методами больше похожа на чёрную. Ей характерно не указывать источники информации, использовать не только достоверные, но и не проверенные сведения, навязывать свои выводы и оценки посредством подтасовки фактов. Пример: «Учёные на основании многолетних исследований установили..», «Доктора рекомендуют…» и тд. При этом источник не идентифицирован и никакой ответственности за ложное сообщение журналисты не несут. Между тем чёрная пропаганда (распространение дезинформации) умышленно скрывает подлинные источники информации, чтобы она имела больший вес и влияние. Считается обычным обманом и в демократических государствах преследуется по закону.

### Примеры

#### Радио
Во время Второй мировой войны популярно было радиовещание. Европейский эфир был заполнен радиопередачами, которые велись открытыми и тайными радиостанциями. Так британцы обращались к немцам с помощью BBC и не только. Также сосуществовали подпольные, вещавшие на Германию, которые выдавались за станции, организованные нацистами в коммерческих целях, станции борцы за свободу и т. д. Примером таких радиостанций под руководством Великобритании было секретное радио «Густав Зигфрид один» («Gustav Siegfried eins»). Диктор вещал о случаях коррупции в нацистской партии и неправильных действиях Гитлера и его приспешников. В свою очередь немцы передавали свои новости в Соединённые Штаты по-английски, делая вид, что вещание ведет американская радиостанция, которая принадлежит изоляционистам и расположена на Среднем Западе.

#### Печать
После Второй мировой войны началась холодная война, главными действующими лицами в которой стали США и СССР. Великобритания находилась на стороне США, продолжая вести пропагандистскую деятельность. Об этом свидетельствует публикация в 1965 году сначала в Соединённых Штатах, а потом в Великобритании и других западных странах книги «Записки Пеньковского».
Книга написана в стиле записок из дневника, которые Пеньковский якобы писал в советской тюрьме во время следствия. В неё включены материалы, переданные западной разведке, записи бесед Пеньковского с иностранными агентами, а также множество документов и донесений своим хозяевам. Казалось странным то, что у осужденного в тюрьме были возможность и желание вести дневник, тем временем в самой книге немало странностей: например, система воинских званий дается по американскому образцу — в результате в Советской армии появились, например, бригадные генералы.

#### Телевидение
Дезинформация на телевидении часто имеет место в крупнейших СМИ планеты. Международный проект World Public Opinion, который своей целью считает дать международную огласку общественному мнению, проводил исследование, предметом которого было влияние самых крупных западных СМИ на их аудиторию. В результате они выяснили, что постоянные зрители канала Fox News, слушая ложную информацию на повседневной основе, считали, что «реформа здравоохранения США ухудшает экономическое положение страны», а также что «большинство учёных не согласны с существованием глобального потепления».